# Gare de Barbonne-Fayel
La gare de Barbonne-Fayel  était une gare ferroviaire française située sur le territoire de la commune de Barbonne-Fayel dans le département de la Marne en région Champagne-Ardenne. 
C'est une gare fermée.

## Situation ferroviaire
Établie à 102 mètres d'altitude, la gare de Barbonne-Fayel était située au point kilométrique 61,26 de la ligne de Oiry - Mareuil à Romilly-sur-Seine, entre les gares de Sézanne (ouverte au trafic fret) et de Saint-Quentin-le-Verger (fermée).

## Histoire
Barbonne-Fayel était autrefois reliée, vers le nord à la gare de Sézanne et vers le sud à la gare de Romilly-sur-Seine via Anglure. Avant Anglure, il y avait une gare ou une halte à Saint-Quentin-le-Verger. La voie ferrée existe toujours de Sézanne à Anglure mais a été fermée au trafic (fret) en 2004. Elle a été déposée au-delà d'Anglure.
Le bâtiment voyageurs a été transformé en maison d'habitation.

## Service des voyageurs
La gare est fermée. 